# Дуб болотяний
Дуб болотяний, дуб болотний (Quercus palustris) — вид рослин з родини букові (Fagaceae); поширений у Канаді й США. Етимологія: лат. palūstris — «болотний».

## Опис
Це велике дерево, яке зазвичай досягає 25 м у висоту, відоме невеликими відмерлими гілками (шпильками), що зберігаються на стовбурі й виразними, спрямованими вниз нижніми гілками. Крона конічна. Кора гладка, дрібно посічена, сіро-коричнева срібляста. Верхні гілки висхідні. Гілочки стрункі, червоно-коричневі, стають сірими, гострі; бруньки коричневі, конічні, загострені. Листки 7.5–13 × 5–10 см; верхівка тупа або гостра; основа клиноподібна; 2–3 пари загострених часточок, які в середині листка найбільші; блискуче зелені зверху й блідіші знизу зі світло-коричневими пучками волосків у пазухах жилок; ніжки листків стрункі, голі, 3–5 см завдовжки. Жолудь завдовжки 1.2 см, завширшки 1.5 см, округлої форми, часто смугастий; один або кілька разом; на короткій ніжці.

## Середовище проживання
Поширений на півдні Онтаріо (Канада) й північно-центральній і східній частинах США; культивується в Європі.
Росте на погано дренованих, кислих глинистих ґрунтах вздовж річок, в низовинах і на льодовикових тилях; висота: 0–350 м. Цей вид переносить періодичні затоплення в період спокою. Утворює чисті зарості на вологих ділянках і є звичайним компонентом листяних лісів, поряд з такими видами, як Liquidambar styraciflua, Q. alba, Ulmus americana, Acer rubrum.

## Використання
Широко висаджують як декоративне тіньове дерево як у Північній Америці, так і в Європі. Q. palustris є толерантним до міських умов, таких як потрапляння дорожньої солі, а його неглибока коренева система дозволяє легко пересаджувати. Деревина вважається низької якості, однак її можна використовувати у будівництві й для палива.

## Загрози
Вид чутливий до Ceratocytis fagacearum інших поширених шкідників та збудників. Однак жодних повідомлень про широке скорочення популяції немає, отже це не становить серйозної загрози. Головною загрозою для Q. palustris є зміни клімату.

## Галерея

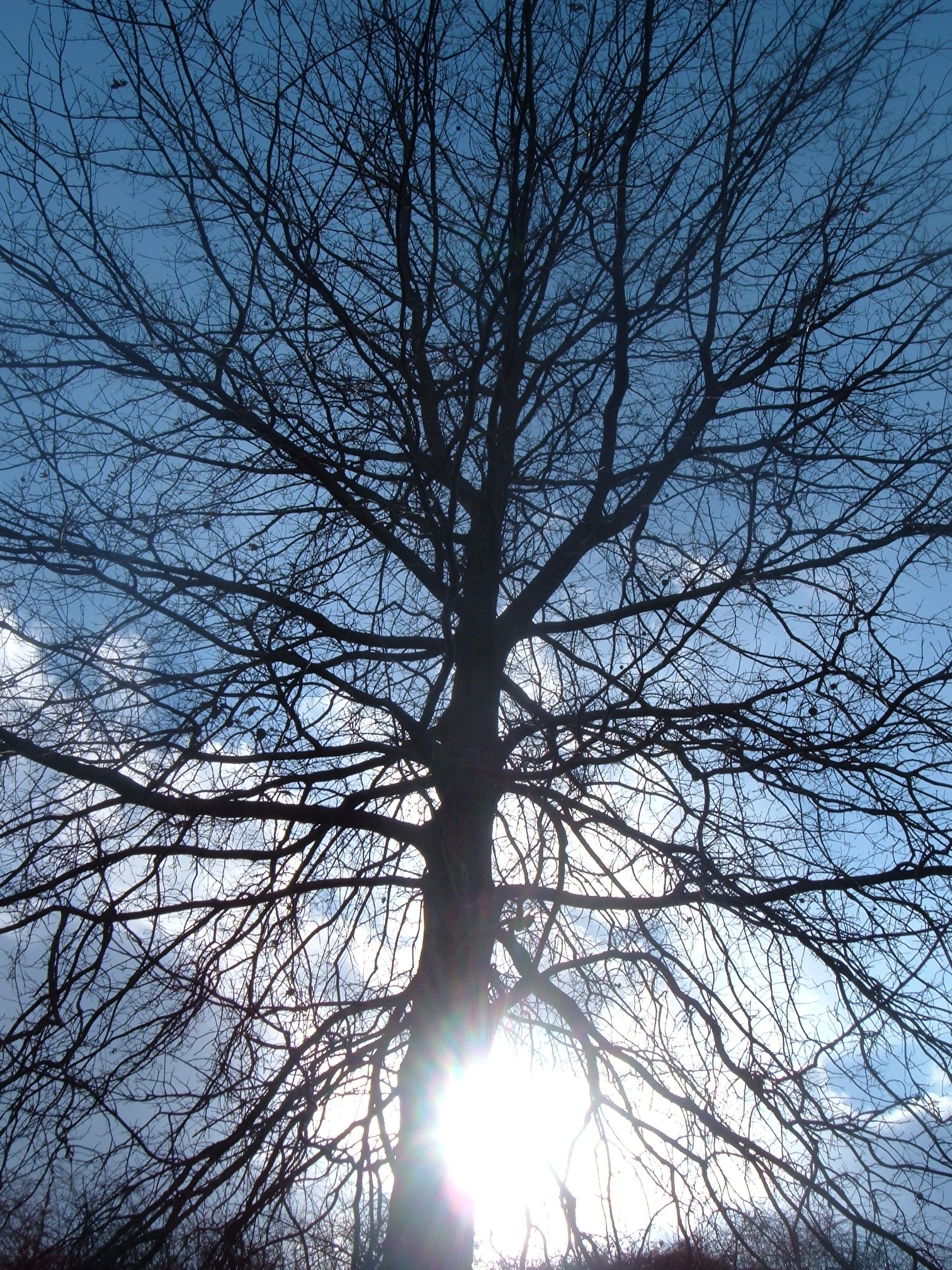
дерево взимку
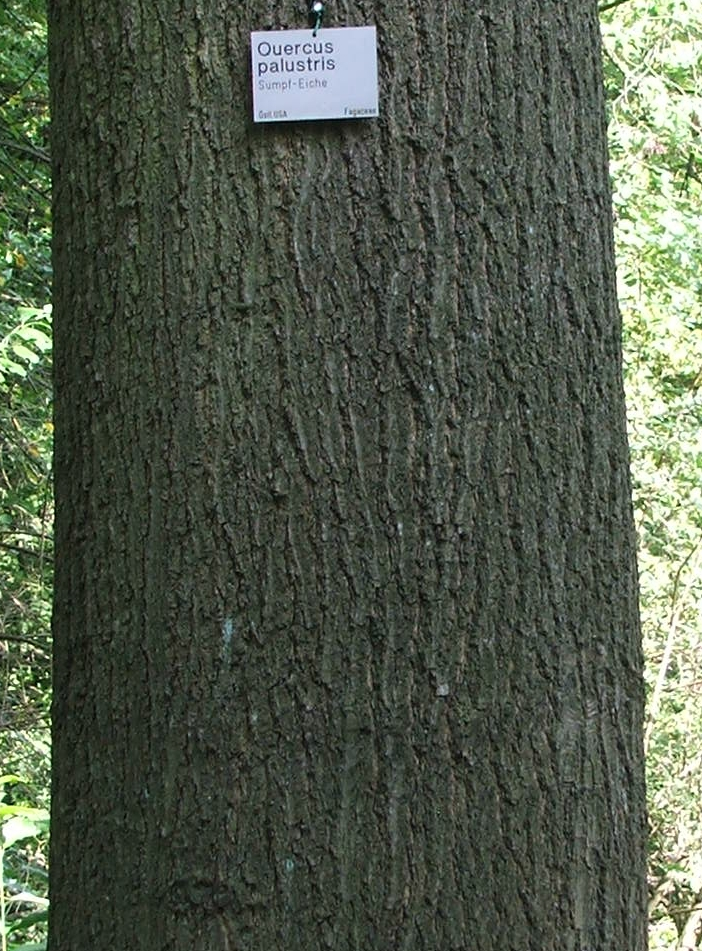
стовбур
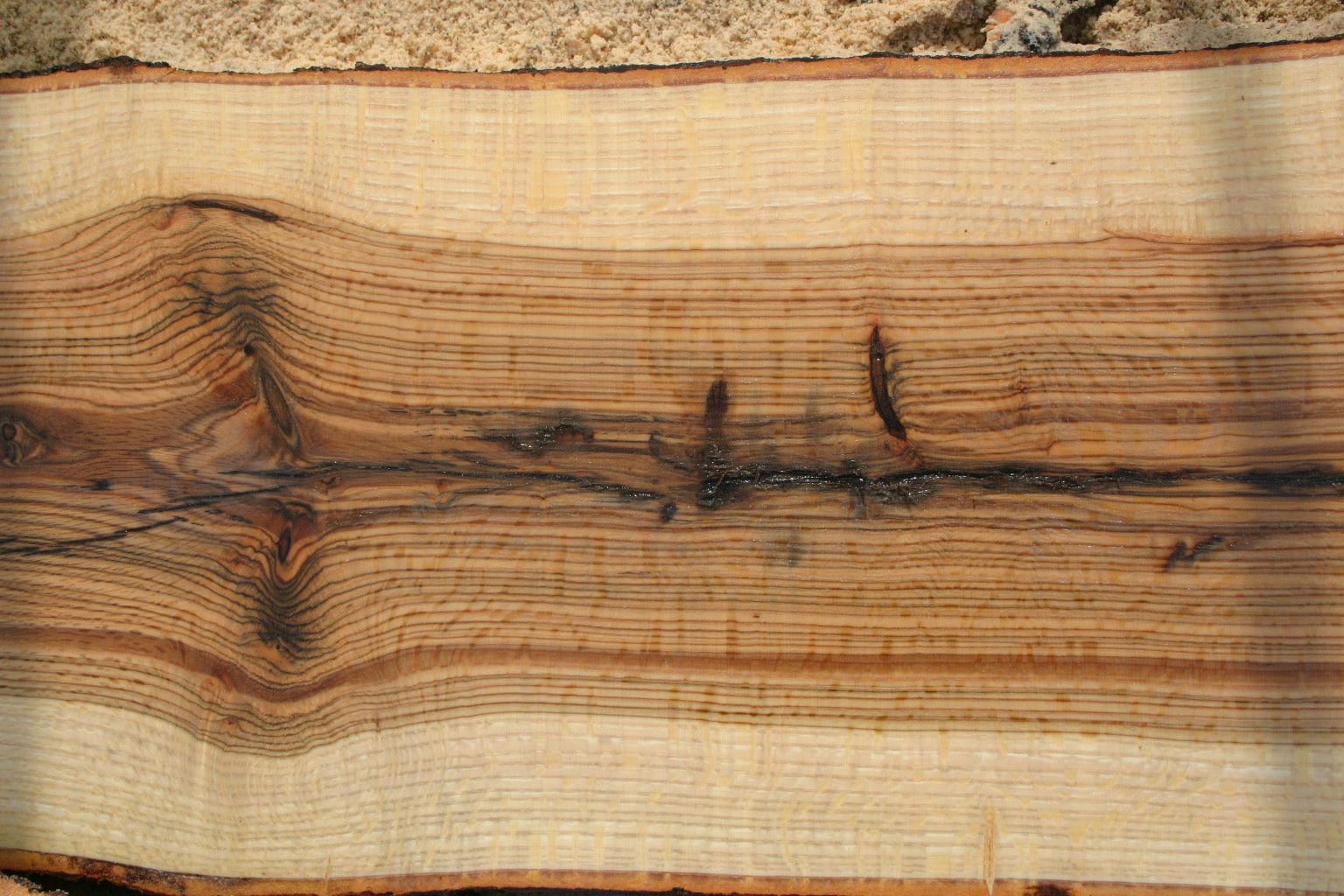
стовбур: поздовжній розріз
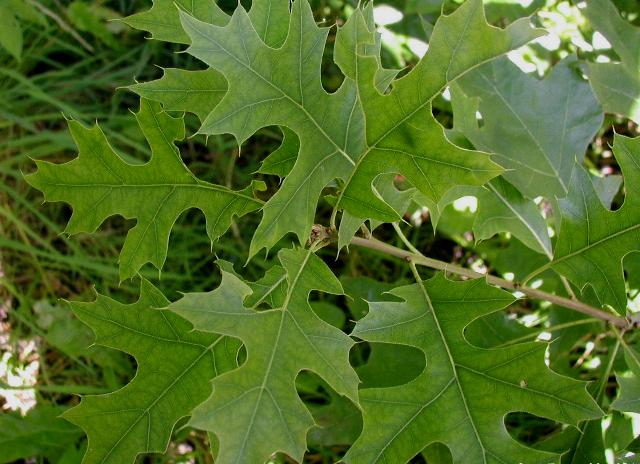
листя влітку
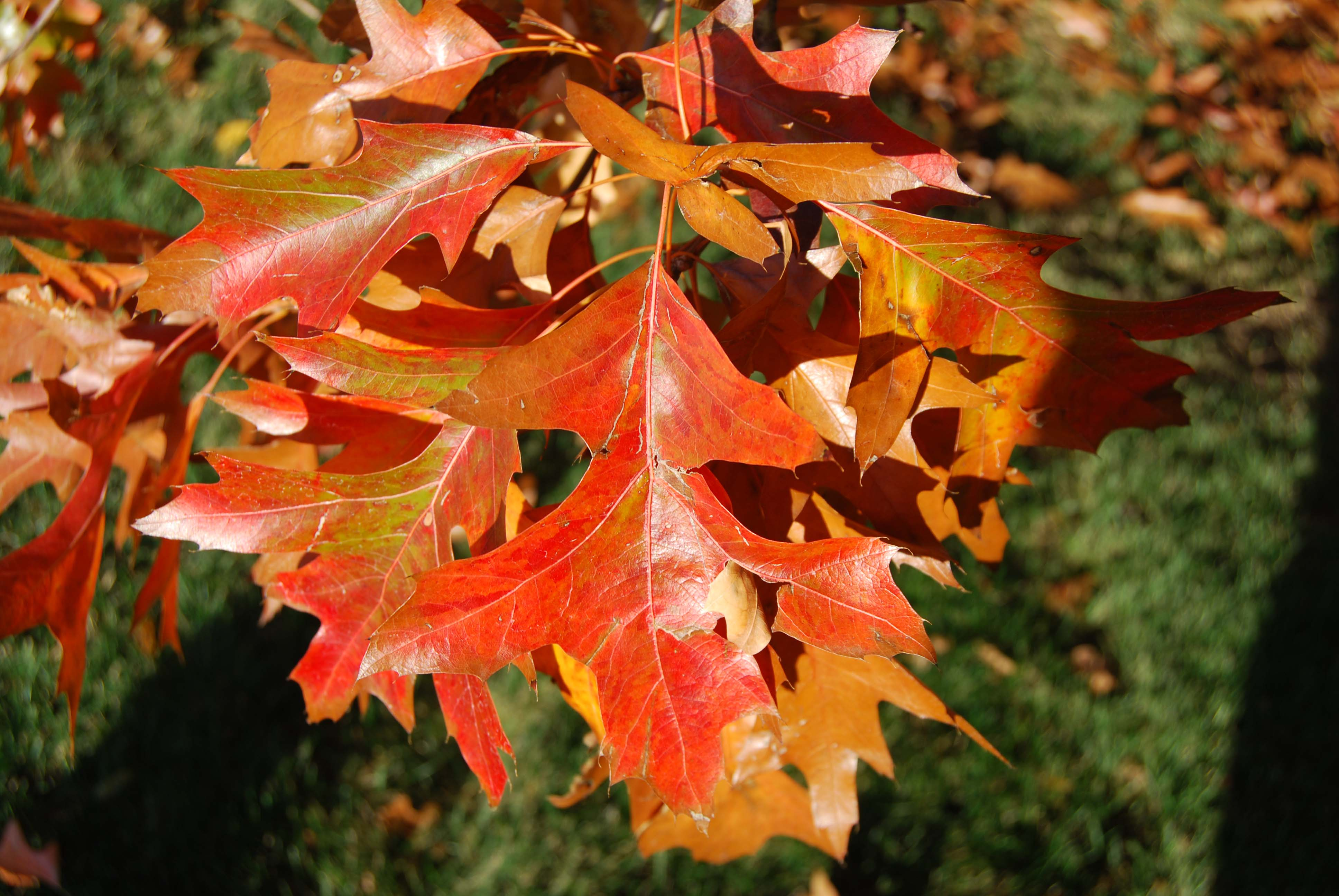
листя восени
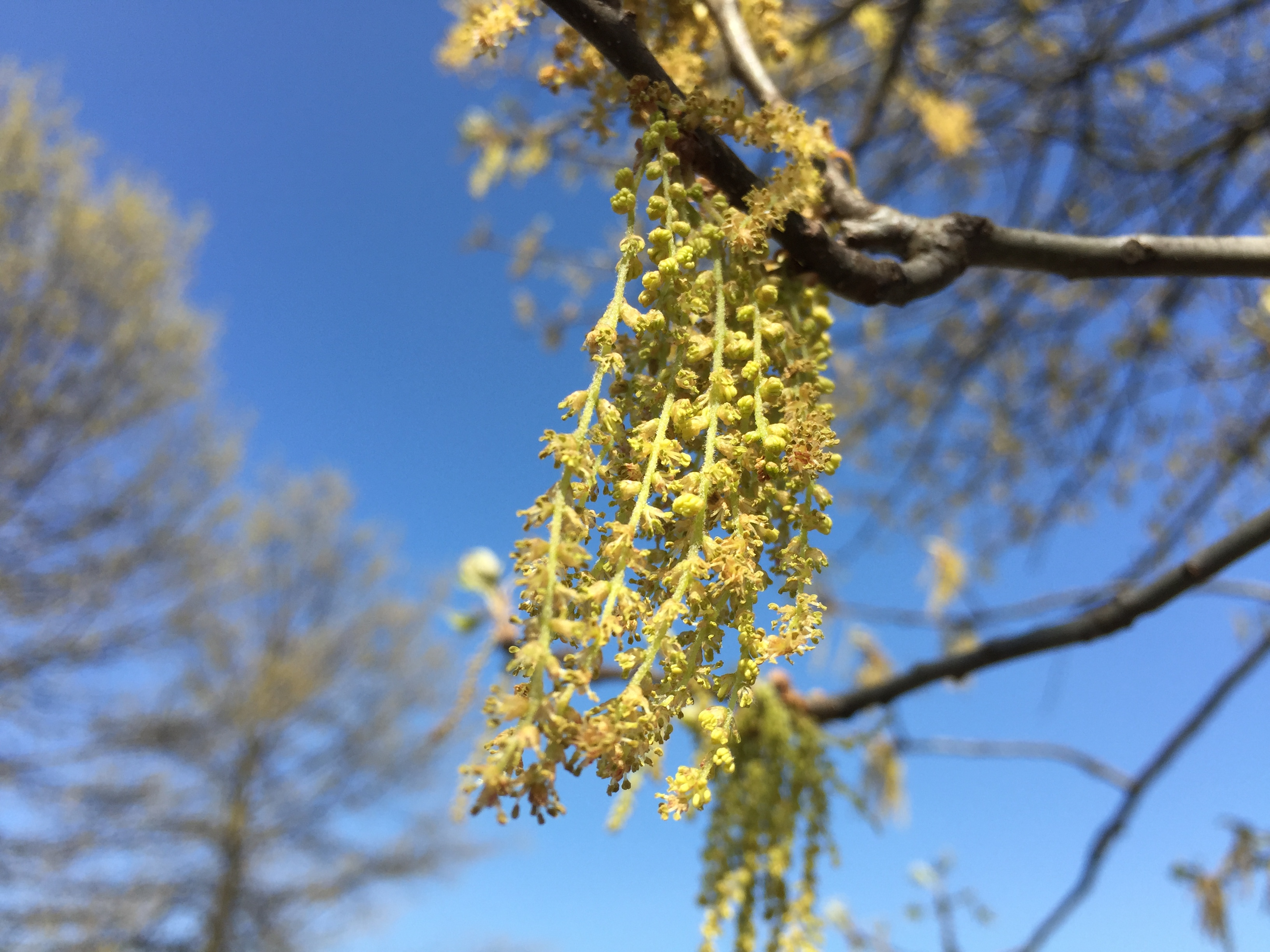
сережки
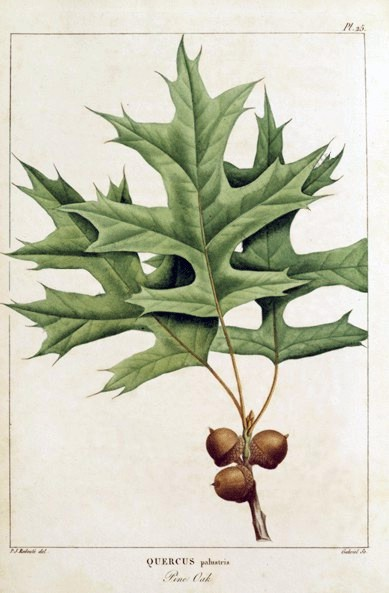
ілюстрація